# Singhius
Singhius is een geslacht van halfvleugeligen (Hemiptera) uit de familie witte vliegen (Aleyrodidae), onderfamilie Aleyrodinae.
De wetenschappelijke naam van dit geslacht is voor het eerst geldig gepubliceerd door Takahashi in 1932. De typesoort is Aleyrodes hibisci.

## Soorten
Singhius omvat de volgende soorten:
- Singhius ehretiae Jesudasan & David, 1991
- Singhius hibisci (Kotinsky, 1907)
- Singhius morindae Sundararaj & David, 1992
- Singhius russellae (David & Subramaniam, 1976)